# Strobilanthes warburgii
Strobilanthes warburgii är en akantusväxtart som beskrevs av Terao och J.R.Benn.. Strobilanthes warburgii ingår i släktet Strobilanthes och familjen akantusväxter. Inga underarter finns listade i Catalogue of Life.